# Topsegelschotstek
Der Topsegelschotstek ist ein Festmacherknoten und Seilspannerknoten, der sich verstellen lässt und sich auch unter Zug nicht zuzieht und verstellbar bleibt.

## Namen und Geschichte

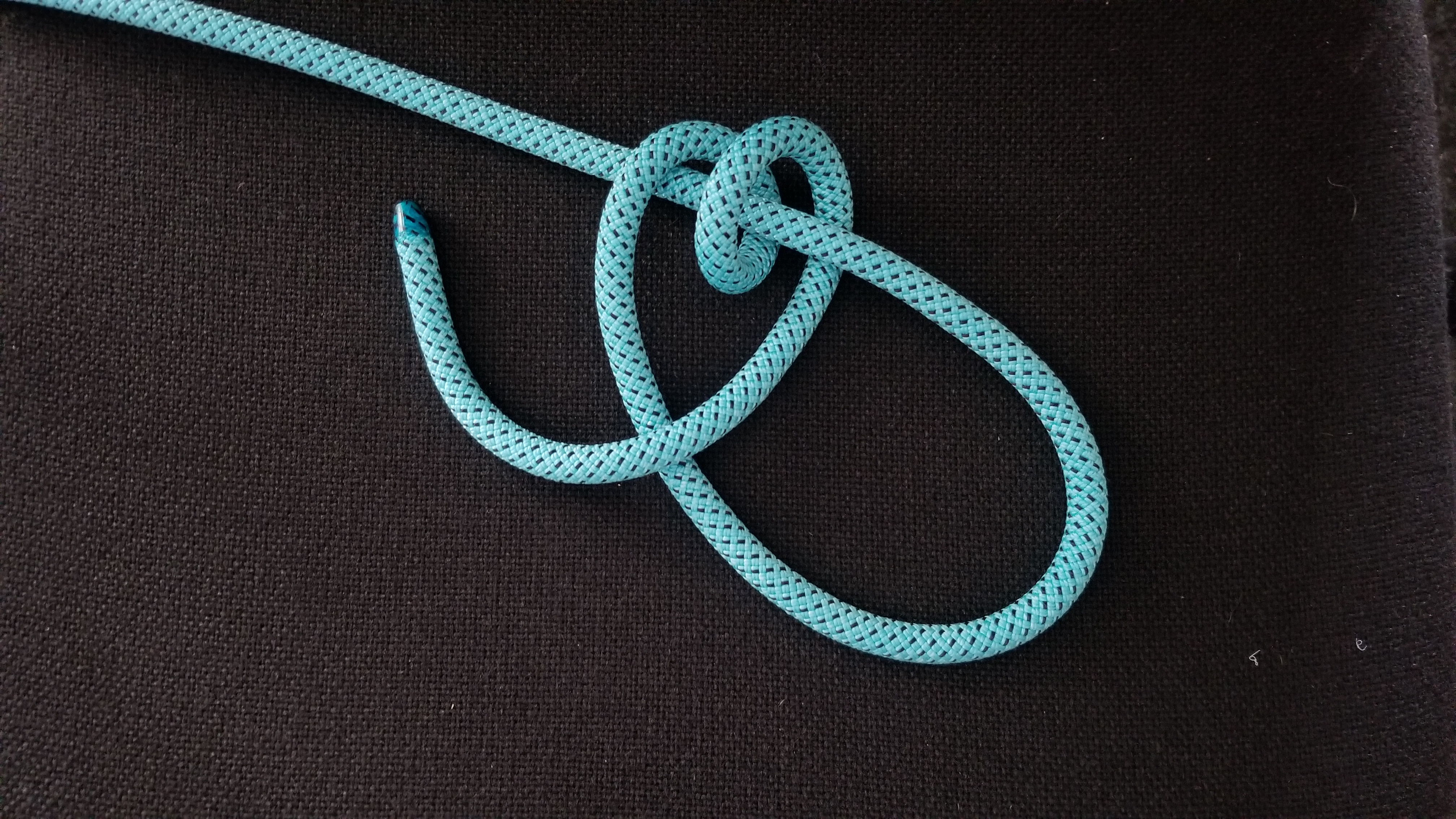
Mit dem losen Ende wird ein Stopperstek um das feste Ende geknüpft, das heißt man macht zuerst zwei Törns um das feste Ende.
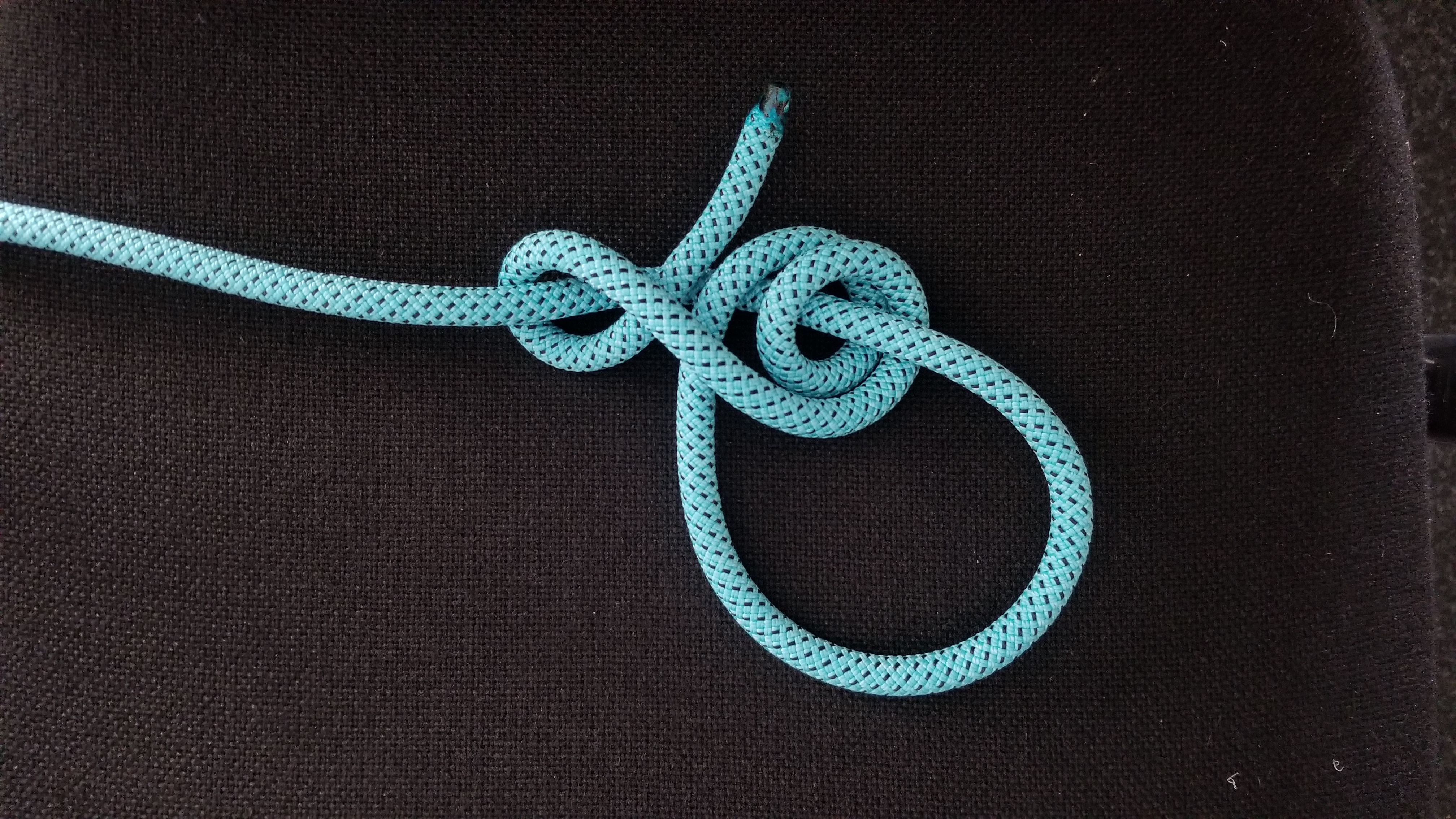
Dann noch einen Halben Schlag
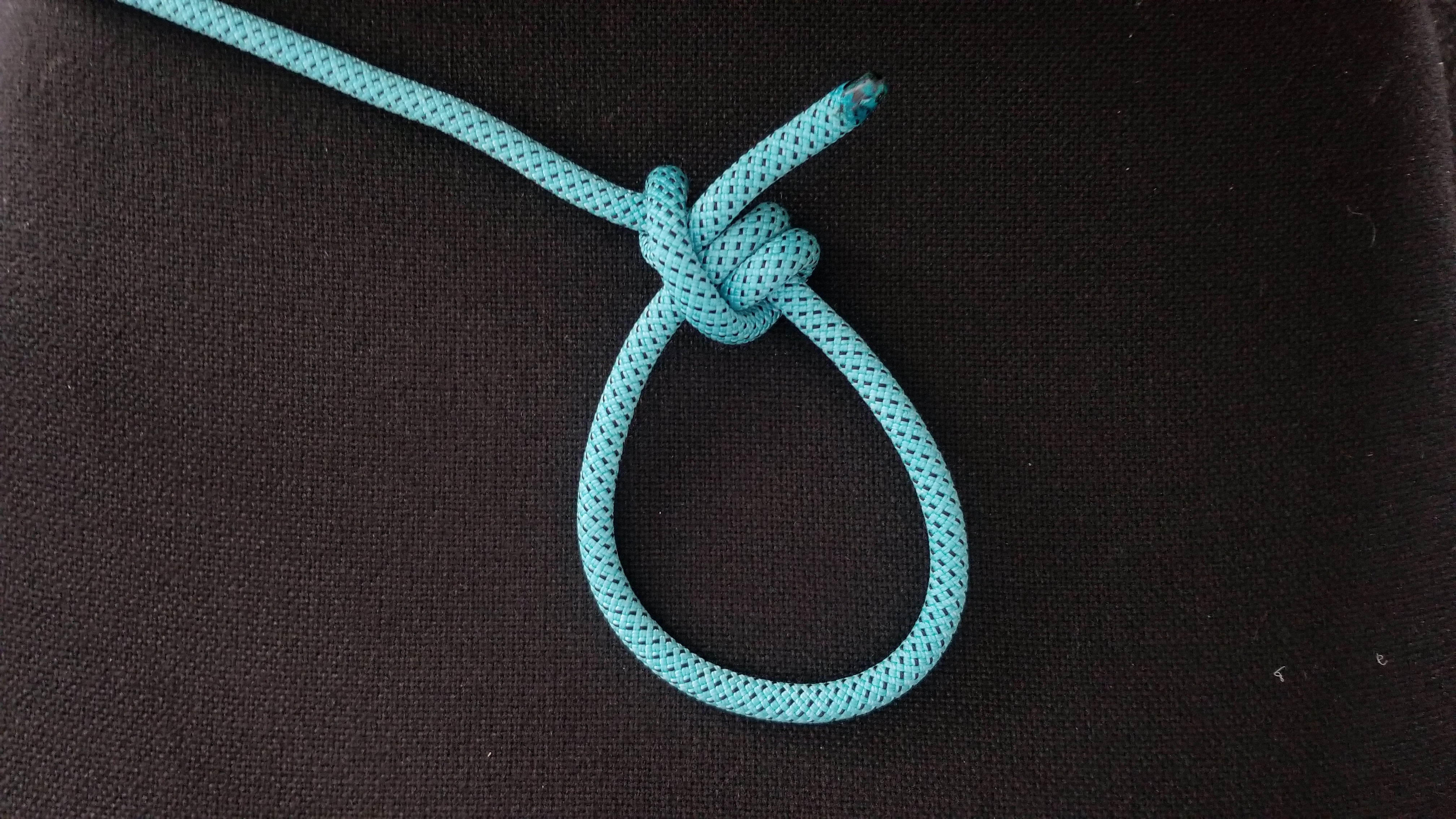
Zuziehen und fertig

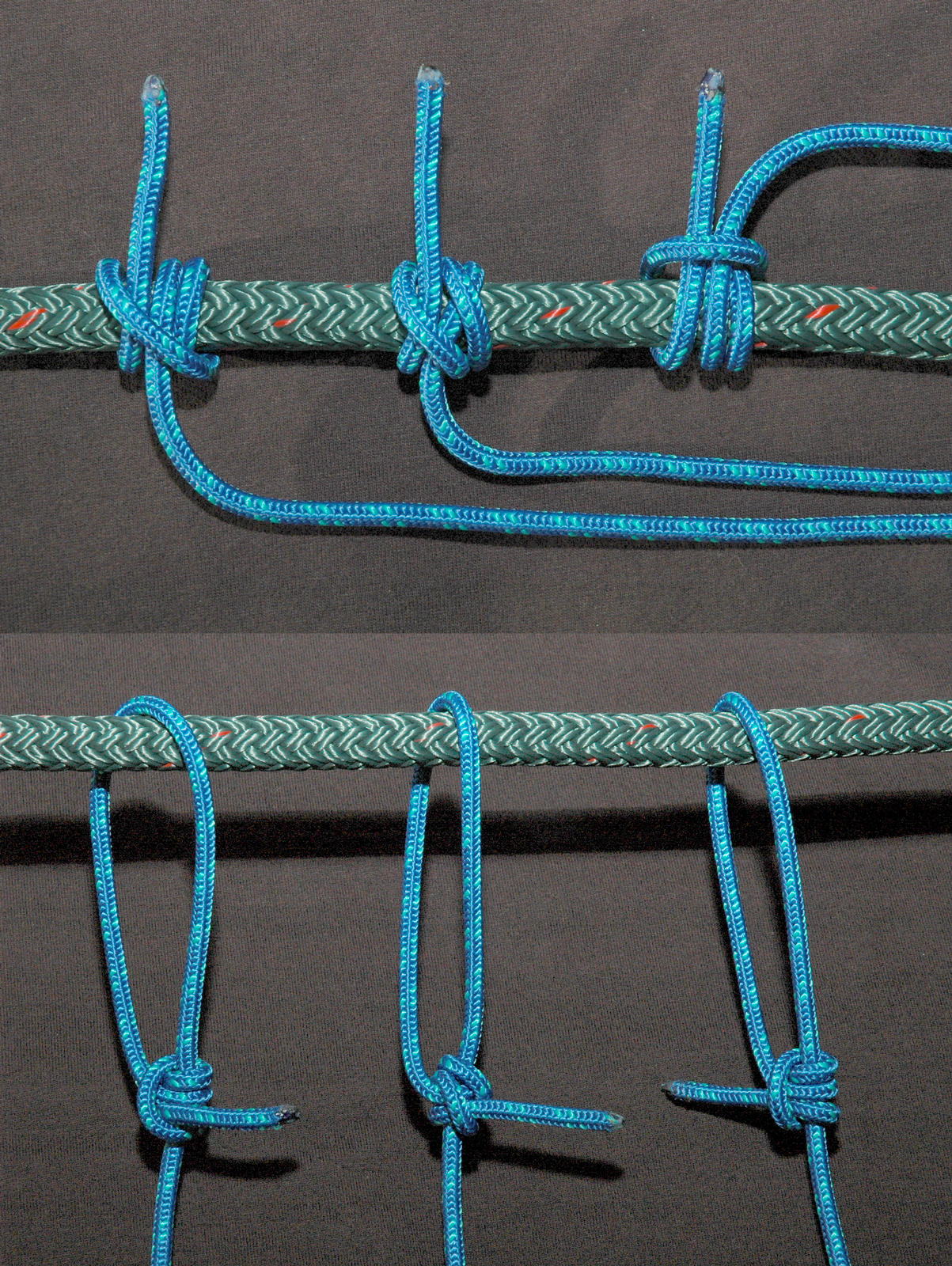
Vergleich von Stoppersteken mit den entsprechenden verstellbaren Schlaufen:
Knüpft man verstellbare Schlaufen anstelle um dieselbe Leine um ein Objekt (Pfahl, Ring, Tau) entstehen Stoppersteke.
Oben v.l.n.r: Stopperstek 1 (ABOK #1734), Stopperstek 2 (#1735), Magnusstek (#1736).
Unten v.l.n.r: Topsegelschotstek, Mittschiffsmann-Stek (#1799, 1855), Topsegelschotstek mit dem letzten halben Schlag entgegengesetzt gebunden (#1857)

Der Topsegelschotstek diente auf alten Segelschiffen zum Befestigen der Schot am Topsegel, daher der Name. Im Ashley-Buch der Knoten wird er nur als Regulierbarer Stek bezeichnet. Als Zeltspanner ist er auch als „Buckelknoten“ bekannt.

## Anwendung
Der Topsegelschotstek bildet eine verstellbare Schlaufe, die unter Zug fest wird. In der Seefahrt diente er früher zum Befestigen der Schoten am freifliegenden Gaffeltopsegel. Ebenso sollte ein Seemann, der über Bord fällt, sich diesen Stek binden, wenn ihm ein Seil zugeworfen wird. Heute wird dieser „Regulierbare Stek“ beispielsweise zum Spannen von Zeltleinen und von Zirkuszelten verwendet. Auch im Baugewerbe wird er zum Spannen von Leinen an eingeschlagenen Pflöcken verwendet.

## Alternativen

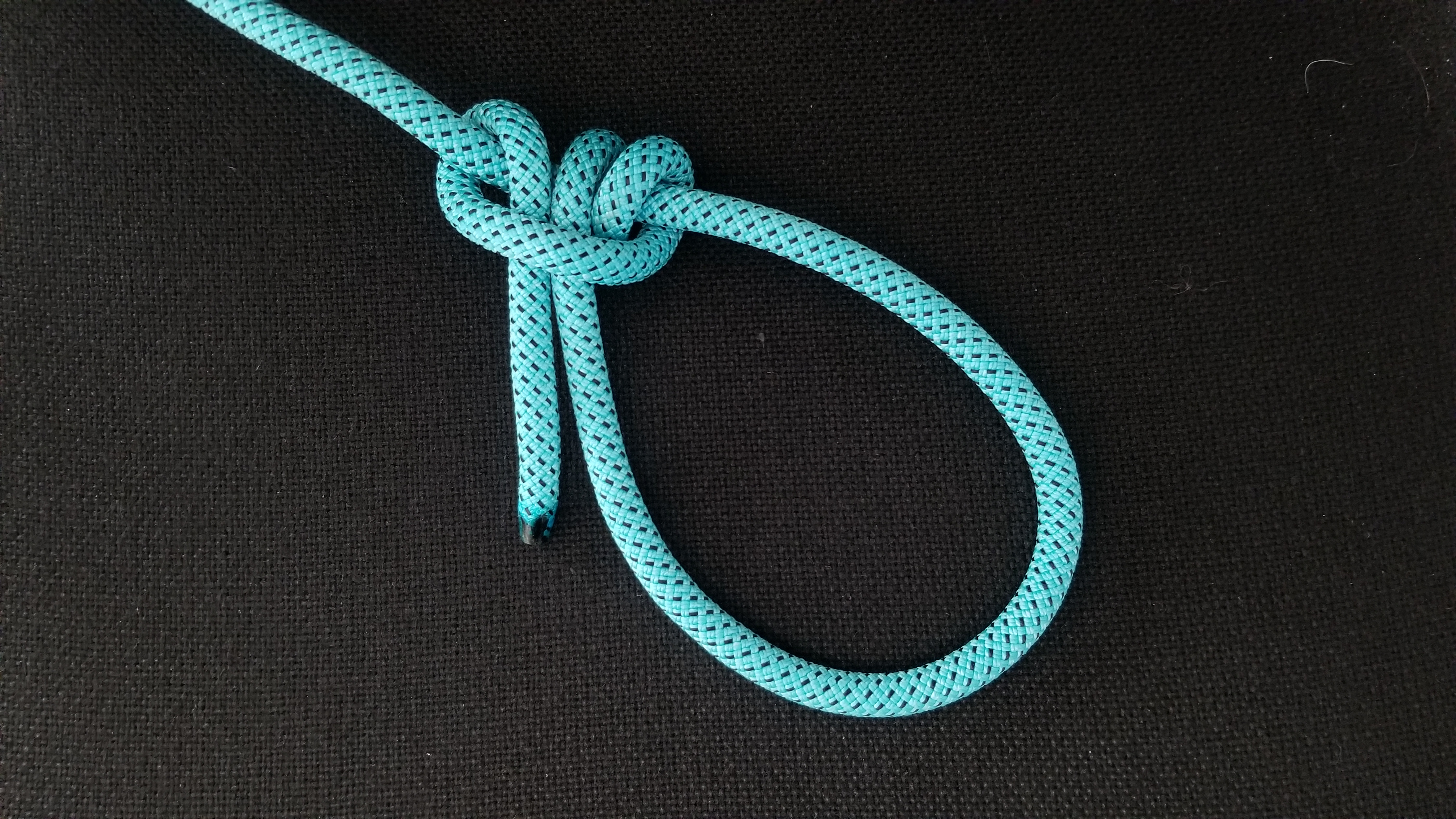
Wird der letzte Halbe Schlag beim Topsegelschotstek entgegengesetzt gebunden, verdreht sich der Stek nicht. „Topsegelschotstek mit dem letzten halben Schlag entgegengesetzt gebunden“ (ABOK #1857).
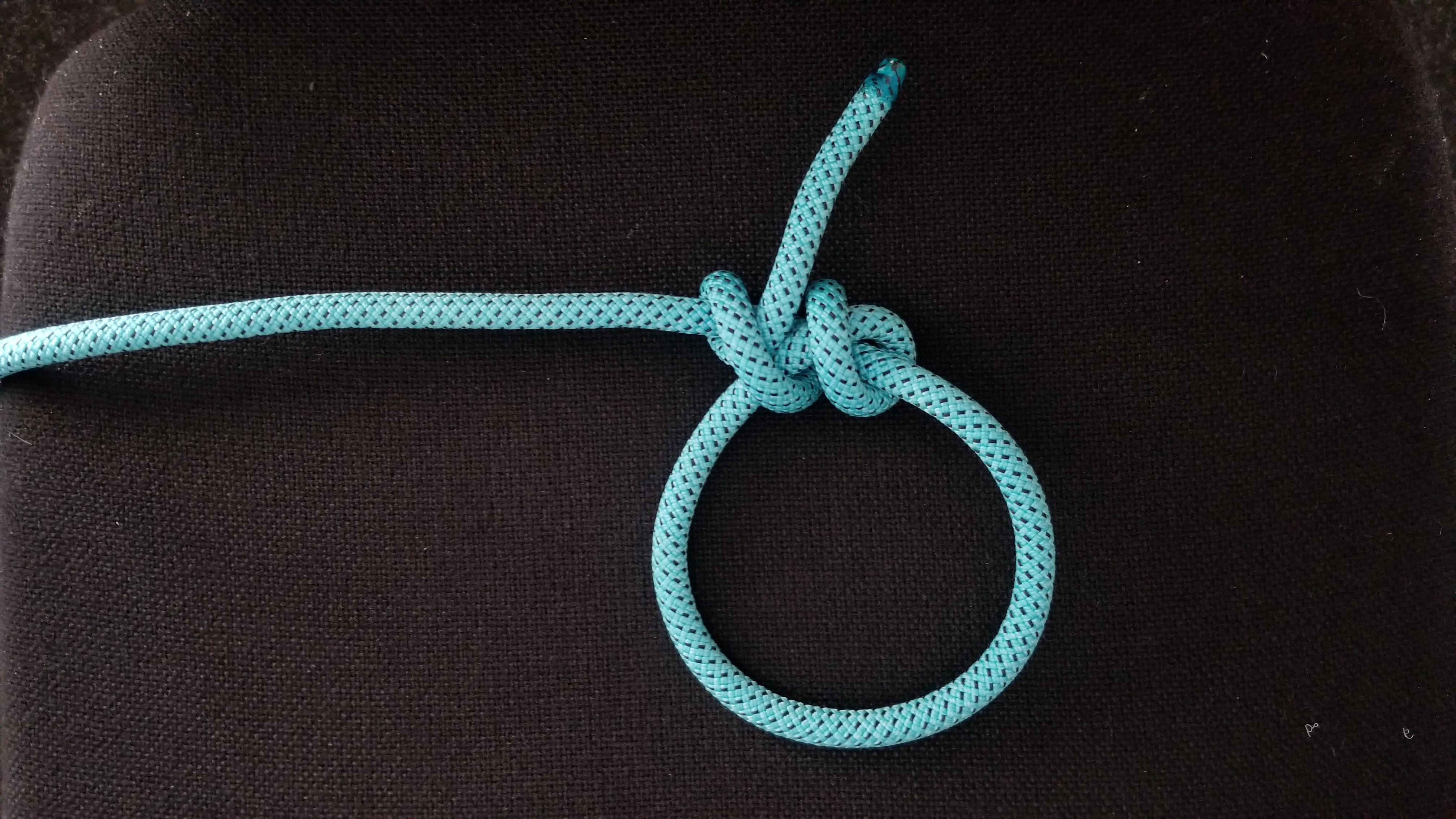
Als verstellbare Schlaufe eignet sich auch der Mittschiffsmann-Stek.
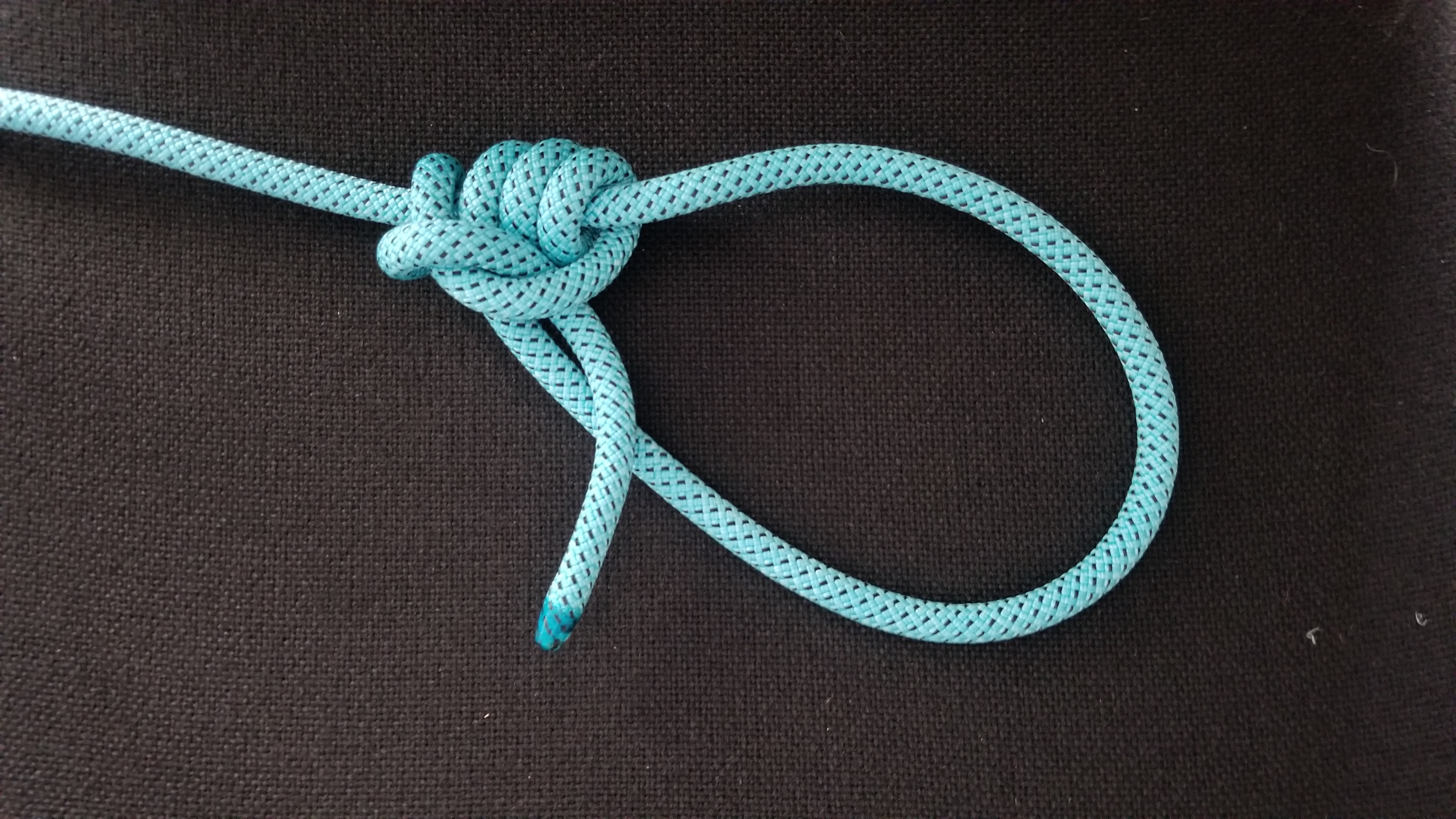
Als Zeltspanner eignet sich auch der Tarbuck-Knoten.
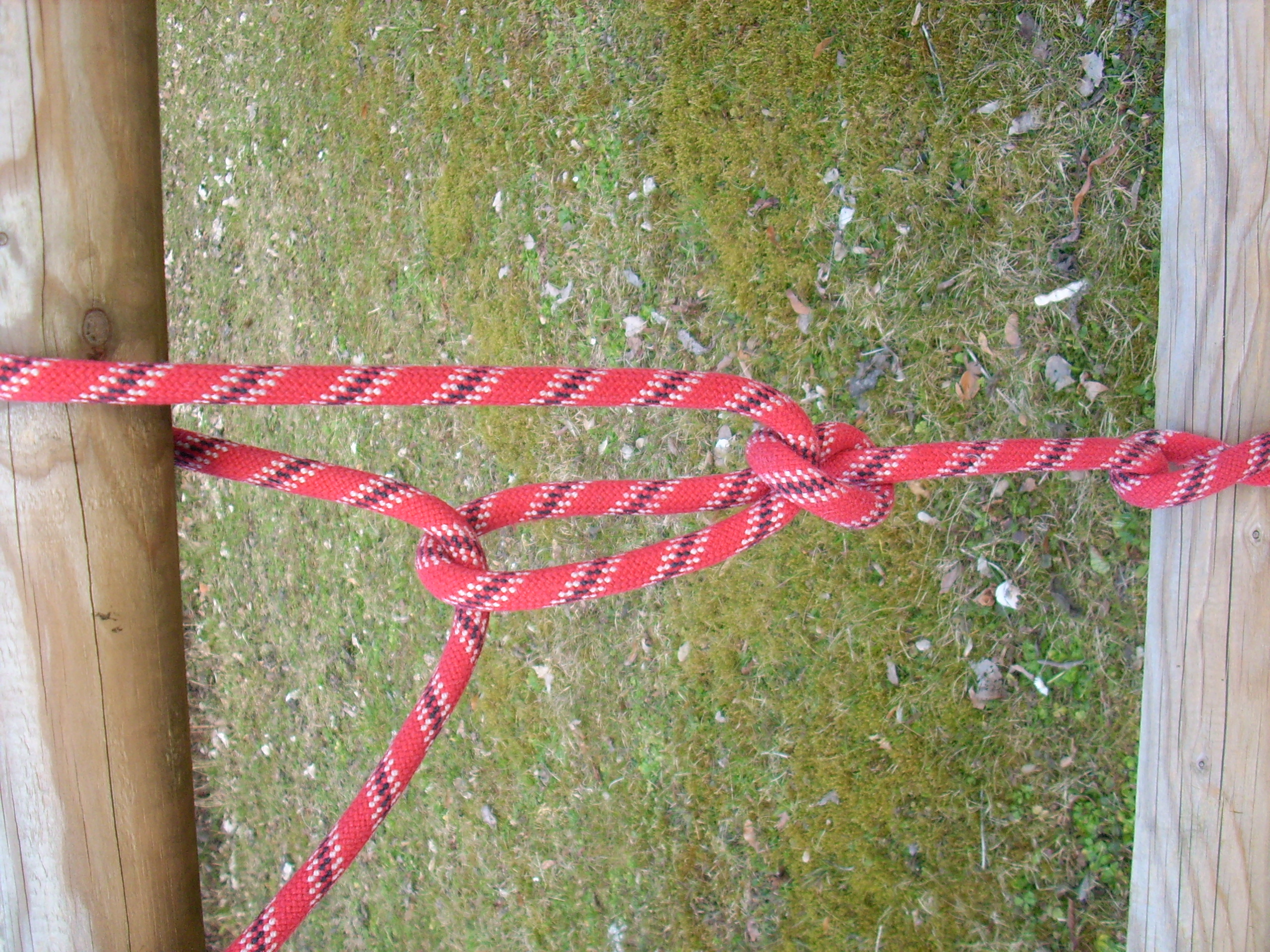
Doppelte Zugkraft erreicht man mit dem Fuhrmannsknoten.
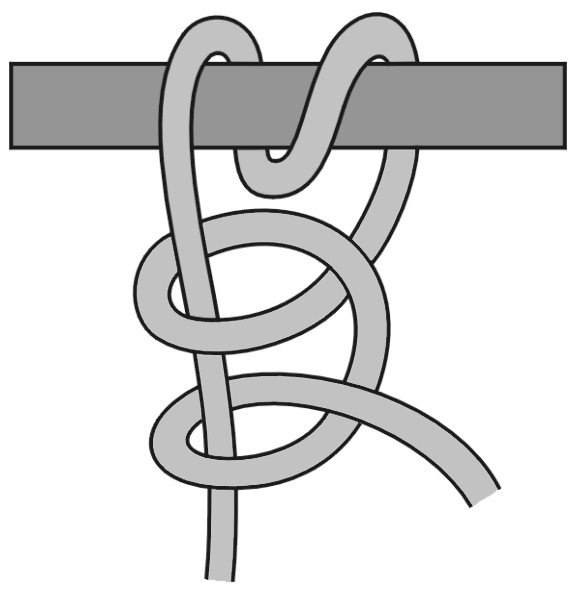
Rundtörn mit zwei halben Schlägen. Kein Klemm- oder Seilspannerknoten, aber ein Knoten zur sicheren Befestigung einer Leine an einem Gegenstand oder zur Sicherung von großen Lasten.

- Eine weitere Alternative ist der "Spannleinenstek".[8]